# Лоуш, Кайл
Кайл Мэттью Лоуш (англ. Kyle Matthew Lohse; род. 4 октября 1978, Чико, Калифорния) — американский бейсболист, выступавший в Главной лиге бейсбола за клубы «Миннесота Твинс», «Цинциннати Редс», «Филадельфия Филлис», «Сент-Луис Кардиналс», «Милуоки Брюэрс» и «Техас Рейнджерс», играя на позиции питчера.

## Биография
Кайл Лоуш родился 4 октября 1978 года в городе Чико (Калифорния). Происходит из племени Номлаки.

### Карьера
Лоуш был задрафтован «Чикаго Кабс» в 29-м раунде драфта 1996 года. В 1999 году был обменян в «Миннесоту» в процессе сделке по Рику Агилере.
22 июня 2001 года дебютировал в МЛБ в поединке против «Тайгерс». Он вышел стартовым питчером, провёл 6,1 иннинг и пропустил на базу 4-х игроков. С сезона 2002 года стал постоянным игроком стартовой линейки. В том же году вместе с «Миннесотой» дошёл до Финальной Серии Американской Лиги, где команда уступила «Лос-Анджелес Энджелс» 1:4. Лоуш выступал в том постсезоне реливером.
В следующие два сезона команда доходила до Серии Дивизионов, но проигрывала «Янкис» со счётом 1:3. В 2003 году Лоуш выходил в старте, но проиграл. Проиграл и в следующем году, уже выходя реливером.
В 2006 году Кайл Лоуш был переведён в команду ранга-ААА системы «Твинс», откуда был через месяц возвращён. Однако 30 июля 2006 года его обменяли в «Редс» на питчера майнор-лиги Зака Уорда. 1 августа 2006 года он дебютировал за «Цинциннати», против «Доджеров», выйдя на последний иннинг проигрышного матча. 6 августа он вышел уже в старте против «Брэйвс», и хоть игра была проиграна, у него был ноу десижн.
30 июля 2007 года его обменяли в «Филлис», в обратном направлении отправился питчер майнор-лиги Мэтт Малоуни.
14 марта 2008 года Лоуш подписал однолетний контракт с «Сент-Луис Кардиналс» на 4,25 млн долларов. Он стал неожиданным открытием сезона: после первой половины у него было 11—2 побед и поражений и 3,39 ERA. Сезон он окончил с 15—6 и 3,68 ERA. В этот период он был одним из трёх коренных американцев, выступавших в МЛБ наряду с Джейкоби Эллсбери из «Бостон Ред Сокс» и Джобой Чемберленом из «Нью-Йорк Янкис».
«Кардиналс» приняли решение переподписать игрока, и он заключил четырёхлетний контракт на 41 млн долларов.
17 июля 2010 года в 20-иннинговой игре против «Нью-Йорк Метс» Лоуш вышел на позицию левого аутфилдера, когда шортстоп Фелипе Лопес был питчером.
28 августа 2011 года Кайл Лоуш выиграл свою 100-ю игру в карьере, одержав победу над «Питтсбург Пайрэтс» со счётом 7:4.
В День Открытия в 2012 году Лоуш вышел на поле стартовым питчером и стал первым питчером, победившим на новом стадионе «Майами Марлинс» в Марлинс Парке.

## Стиль подач
Кайл синкерболлер, использует эту подачу в 50 процентах бросков, средняя скорость — 90 миль в час. Также имеет весьма стандартный набор подач, состоящий из 4-seem фастбола, слайдера, ченджапа и кёрвбола. Слайдер в основном использует для праворуких отбивающих, кёрвбол — для леворуких. Ченджап наиболее часто бросается при двух страйках.